# Bhutan na Plażowych Igrzyskach Azjatyckich 2012
Bhutan na III Plażowych Igrzyskach Azjatyckich w 2012 roku reprezentowało czterech zawodników, wyłącznie mężczyzn. Był to drugi start reprezentacji Bhutanu na plażowych igrzyskach azjatyckich.

## Wyniki

### Koszykówka
Zawodnicy:
- Rinchen Dorji
- Drukdra Dorji Penjore
- Kesang Phuntsho Tshering
- Rinzy Wangchuk

| Konkurencja      | Faza eliminacyjna | Faza eliminacyjna | Faza eliminacyjna | Faza eliminacyjna | Faza zasadnicza | Faza zasadnicza | Faza zasadnicza | Faza zasadnicza | Mecz o 5. miejsce | Mecz o brąz | Finał | Klas. końcowa |
| Konkurencja      | Mecz I            | Mecz II           | Mecz III          | Miejsce           | Mecz I          | Mecz II         | Mecz III        | Miejsce         | Mecz o 5. miejsce | Mecz o brąz | Finał | Klas. końcowa |
| ---------------- | ----------------- | ----------------- | ----------------- | ----------------- | --------------- | --------------- | --------------- | --------------- | ----------------- | ----------- | ----- | ------------- |
| Turniej mężczyzn | Mongolia P 15-21  | Katar P 14-15     | Tajlandia P 12-15 | 4.                | NQ              | NQ              | NQ              | NQ              | NQ                | NQ          | NQ    | 10.           |